# Progress in Nuclear Magnetic Resonance Spectroscopy
Progress in Nuclear Magnetic Resonance Spectroscopy (abrégé en Prog. Nucl. Magn. Reson. Spectrosc.) est une revue scientifique à comité de lecture qui publie articles de revue dans le domaine des techniques de résonance magnétique nucléaire.
D'après le Journal Citation Reports, le facteur d'impact de ce journal était de 7,237 en 2014. Actuellement, les directeurs de publication sont J. W. Emsley (Université de Southampton, Royaume-Uni) et J. Feeney (National Institute for Medical Research, Royaume-Uni).